# Thaumasia senilis
Thaumasia senilis är en spindelart som beskrevs av Perty 1833. Thaumasia senilis ingår i släktet Thaumasia och familjen vårdnätsspindlar. Inga underarter finns listade i Catalogue of Life.